# Apex (Karolina Północna)
Apex – miasto w Stanach Zjednoczonych, w stanie Karolina Północna, w hrabstwie Wake. W latach 2010–2019 populacja miasta wzrosła o 57,2% do 59,3 tys. mieszkańców, co czyni Apex jednym z najszybciej rozwijających się miast w Karolinie Północnej.